# Noč v Reykjaviku
Noč v Reykjaviku je družbeni roman slovenske pisateljice in novinarke Brine Švigelj Mérat, napisan pod psevdonimom Brina Svit. Roman se odvija v enem celem dnevu, z vmesnimi pogledi nazaj v preteklost. Opisuje odnose med osebami po tragičnih preizkušnjah, prevzemanju starševske vloge ter posledicah, ki jih takšna mladost pušča za seboj.

## Vsebina
Lisbeth Sorel je uspešna poslovna ženska štiridesetih let. Je poliglotka, pol Francozinja in pol Nemka, odločna, pedantna, hladna ter z nekaj intimnimi zvezami, ki pa niso čustveno izpopolnjujoče, saj moškim ne pusti blizu.Že od začetka knjige se Lisbeth s spomini vrača v preteklost: zaradi prezgodnje smrti staršev je morala v zgodnjih dvajsetih letih prevzeti popolno skrb nad mlajšo sestro Luci, ki je njeno popolno nasprotje. Na tečaju tanga se seznani z Argentincem Eduradom Rosom, s katerim se dogovori za srečanje v Reykjaviku, ki naj bi se zaključilo s spolnim odnosom. Zaradi njenega hladnega pristopa, se je Eduardo izogiba, nazadnje pa odide iz sobe. Lisbeth, prepričana, da ga bo našla zunaj, prehodi celoten center mesta, pri povratku pred hotel, pa jo poškoduje pijan moški. Eduardo, priča dogajanju, jo odnese v sobo, kjer mu Lisbeth razloži vse o izgubah v njenem življenju, zaradi katerih je zgradila zid pred čustvi. Zgodba se konča z odhodom ter z začetkom v novo obdobje življenja.

## Zbirka
Roman Noč v Reykjaviku je izšel prvič leta 2013, pri Cankarjevi založbi. Druga izdaja je izšla leta 2014, pri isti založbi, v zbirki Žepnice.

## Ocene in nagrade
Leta 2011 je avtorica za roman, ki je bil najprej napisan v francoščini, prejela evropsko literarno nagrado Madeleine Zepter. 

## Izdaje in prevodi
1. Prva izdaja (2013 - Cankarjeva založba) (COBISS)
2. Druga izdaja (2014 - Cankarjeva založba) (COBISS)
3. Izdaja v francoskem jeziku (2011- Gallimard) (COBISS)